# Gabriel Maurício Teixeira
Gabriel Maurício Teixeira (Funchal, 22 de setembro de 1897 — Lisboa, 24 de julho de 1973) foi um oficial da Armada Portuguesa que, entre outras funções de relevo, foi governador de Macau (1940-1946), governador-geral de Moçambique (1948-1958) e deputado à Assembleia Nacional do Estado Novo (nas II, IV e IX legislaturas). Integrou a guarnição e comandou vários navios da Armada.

## Biografia
Nasceu na cidade do Funchal, ilha da Madeira. Alistou-se como voluntário no Corpo de Alunos da Armada da Escola Naval em 1916. Iniciou a sua carreira naval sendo promovido a segundo-tenente em 1920. Foi sucessivamente promovido a primeiro-tenente em 1924, a capitão-tenente em 1936, a capitão-de-fragata em 1940, e a capitão-de-mar-e-guerra em 1948. Ao longo da sua carreira, para além de integrar a guarnição e comandar vários navios, foi capitão do porto de Vila do Conde (1928), capitão do porto de Porto Amélia, em Moçambique (1929), capitão do porto de Lourenço Marques, ajudante-de-campo do Ministro da Marinha (1935), subdiretor da Direcção de Material de Guerra e Tiro Naval do Ministério da Marinha (1938) e chefe da Repartição de Faróis de Moçambique (1939).
No campo político-administrativo, foi governador do Distrito de Cabo Delgado (1932-1933), governador de Macau (1940), governador-geral de Moçambique (1946-1958) e administrador por parte do Estado do Banco Nacional Ultramarino (1959-1962). Foi deputado à Assembleia Nacional nas II, IV e IX legislaturas, integrado nas comissões parlamentares das Colónias e da Defesa Nacional. Na II Legislatura (1938-1942), na qual não existiam círculos eleitorais, as suas intervenções foram essencialmente sobre matéria colonial e de defesa, embora com uma intervenção sobre a crise económica na ilha da Madeira, tendo o mandato suspenso depois da 2.ª sessão legislativa para desempenhar as funções de governador de Macau. Na IV Legislatura (1945-1949), foi eleito pelo círculo eleitoral do Funchal, tendo o mandato suspenso depois da 1.ª sessão legislativa, para desempenhar as funções de governador-geral de Moçambique. Na IX Legislatura (1965-1969) foi eleito pelo círculo eleitoral de Lisboa.
Gabriel Maurício Teixeira foi nomeado governador de Macau a 5 de outubro de 1940 e governou até 31 de agosto de 1947, atravessando um dos períodos mais conturbados da história da presença portuguesa em Macau, o da Guerra do Pacífico. Fora nomeado por António de Oliveira Salazar após a morte de Artur Tamagnini de Sousa Barbosa e foi reconduzido no cargo em 1944, mas o desfecho da guerra ditou um regresso antecipado a Portugal, pois após uma governação marcada pela guerra sino-japonesa, a 5 de agosto de 1946, o comandante do NRP Afonso de Albuquerque, Samuel da Conceição Vieira, assumiu as funções de encarregado do governo, onde permaneceria por um período de 13 meses, em substituição de Gabriel Maurício Teixeira, afastado de Macau para Moçambique, a pedido das autoridades chinesas que o acusavam de ter colaborado com os japoneses durante a Guerra do Pacífico.
As acusações resultaram da realização pelo governo de Macau de vários negócios com os japoneses, incluindo a venda da [[canhoneira Macau|canhoneira Macau], negócio que o governador justificou em conferência proferida no dia 3 de setembro de 1946, na sala do Conselho do Império do Ministério das Colónias, afirmando que a veda daquele navio, ou melhor, do velho casco da canhoneira, foi uma óptima operação para a Colónia. Custou cerca de 80 mil patacas há 40 anos. Vendeu-se em troca de arroz e outros géneros indispensáveis por um milhão de patacas.» Nessa mesma conferência o ex-governador afirmou que durante a guerra Macau chegou a ter entre 450 mil a 500 mil habitantes, uma população tripla do normal. Em consequência da falta de abastecimentos, explicou que: «Chegaram a morrer de fome 27 mil pessoas no primeiro ano de guerra. A média atingiu mesmo, em certo período, um pouco mais de 3 mil mortos por mês. (…) conseguiu-se reduzir aquele número para 600 (a partir de outubro de 1942). (…) Quando os japoneses invadiram os territórios vizinhos refugiaram-se em Macau mais de 26 mil crianças. (...) A cólera provocava muitos mortos. E a fome também. A moeda de nada valia. Imperava o mercado negro e o racionamento. Para conseguir bens o Governo teve de fazer vários negócios com os japoneses. (...) Fez-se a reforma tributária no sentido de libertar Macau da tirania do ópio e do jogo. Aboliu-se por completo o ópio.»
Depois de sair de Macau, onde foi o segundo governador a estar mais tempo no cargo de forma contínua, foi governador-geral de Moçambique (1948-1958), onde estava em comissão de serviço quando Oliveira Salazar o nomeou. Foi governador-geral de Moçambique entre o final de 1948 e 1958, o segundo mandato mais longo no século XX a seguir a José Cabral (anteriormente já fora governador do Distrito de Cabo Delgado, 1932-1933).
Por decreto publicado a 28 de dezembro de 1946 foi condecorado com o grau de grande-oficial da Ordem do Império Colonial.